# Mega Man 9
Mega Man 9 (Japans: ロックマン9 野望の復活!!; Rockman 9: Yabō no Fukkatsu!!) is een computerspel uitgebracht door Capcom. Het is de opvolger van Mega Man 8. Het spel kwam in 2008 uit voor de volgende downloaddiensten: WiiWare, Xbox Live Arcade en PlayStation Network. Twee jaar later kwam een versie uit voor de mobiele telefoon.

## Ontwikkeling
Het spel is ontwikkeld door Inti Creates, een bedrijf dat ook de Mega Man Zero en Mega Man ZX-serie ontworpen heeft. Het spel kwam acht jaar later uit dan Mega Man 8. Het spel heeft de graphics en spelmuziek van een NES. De cover is gemaakt door i am 8-bit, en heeft de bedoeling te lijken op de covers van de vorige spellen. Een interview met de producent, Hironobu Takeshita, toonde aan dat Keiji Inafune geholpen heeft met de creatie van Plug Man en Splash Woman, terwijl Inti Creates de andere zes maakte. Het idee voor Splash Woman is gekomen door een petitie van het team om een vrouwelijke eindbaas te ontwerpen.

## Platforms
| Jaar | Platform                                                        |
| ---- | --------------------------------------------------------------- |
| 2008 | PlayStation 3 (via PSN), Wii (via WiiWare), Xbox 360 (via XBLA) |
| 2010 | DoJa                                                            |

## Ontvangst
| Beoordeeld door    | Jaar | Platform      | Score |
| ------------------ | ---- | ------------- | ----- |
| GameLemon          | 2008 | Wii           | 94%   |
| Games Radar        | 2008 | Wii           | 90%   |
| GameDaily          | 2008 | PlayStation 3 | 90%   |
| Nintendo Life      | 2008 | Wii           | 90%   |
| Netjak             | 2008 | Wii           | 86%   |
| 4Players.de        | 2008 | PlayStation 3 | 85%   |
| Cheat Code Central | 2008 | Xbox 360      | 82%   |
| Cheat Code Central | 2008 | Wii           | 82%   |
| Random Access      | 2008 | PlayStation 3 | 80%   |
| Jeuxvideo.com      | 2008 | PlayStation 3 | 60%   |

## Trivia
- Dit spel komt voor in het boek 1001 Video Games You Must Play Before You Die van Tony Mott.